# Partito Comunista di Slovacchia (1992)
Il Partito Comunista di Slovacchia (in slovacco: Komunistická strana Slovenska - KSS) è un partito politico slovacco costituitosi nel 1992 dall'unione del Partito Comunista di Slovacchia - 91 e dalla Lega Comunista di Slovacchia.

## Storia
Alle elezioni parlamentari del 2002 il KSS ricevette circa il 6% dei voti, ottenendo 11 seggi al Consiglio nazionale della Repubblica Slovacca, il Parlamento nazionale; fu la prima volta che ottenne un seggio al Parlamento.
Alle elezioni parlamentari del 2006 ottenne il 3,88% dei voti e, non avendo superato la soglia di sbarramento del 5%, perse tutta la rappresentanza parlamentare.
Il partito è un membro osservatore del Partito della Sinistra Europea.

## Risultati elettorali
| Elezione          | Voti    | %    | Seggi    |
| ----------------- | ------- | ---- | -------- |
| Parlamentari 1994 | 78.419  | 2,73 | 0 / 150  |
| Parlamentari 1998 | 94.015  | 2,80 | 0 / 150  |
| Parlamentari 2002 | 181.872 | 6,33 | 11 / 150 |
| Europee 2004      | 31.908  | 4,55 | 0 / 14   |
| Parlamentari 2006 | 89.418  | 3,88 | 0 / 150  |
| Europee 2009      | 13.643  | 1,65 | 0 / 13   |
| Parlamentari 2010 | 21.104  | 0,83 | 0 / 150  |
| Parlamentari 2012 | 18.583  | 0,73 | 0 / 150  |
| Europee 2014      | 8.510   | 1,52 | 0 / 13   |
| Parlamentari 2016 | 16.278  | 0,62 | 0 / 150  |
| Europee 2019      | 6.199   | 0,62 | 0 / 13   |
| Europee 2024      | 2 232   | 0,15 | 0 / 15   |
| 1.                |         |      |          |